# Муз-Вілсон-Роуд (Вайомінг)
Муз-Вілсон-Роуд (англ. Moose Wilson Road) — переписна місцевість (CDP) в США, в окрузі Тетон штату Вайомінг. Населення — 1661 особа (2020).

## Географія
Муз-Вілсон-Роуд розташований за координатами 43°31′53″ пн. ш. 110°50′5″ зх. д. / 43.53139° пн. ш. 110.83472° зх. д. (43.531488, -110.834831).  За даними Бюро перепису населення США в 2010 році переписна місцевість мала площу 18,08 км², з яких 17,37 км² — суходіл та 0,72 км² — водойми.

## Демографія
Згідно з переписом 2010 року, у переписній місцевості мешкала 1821 особа в 778 домогосподарствах у складі 429 родин. Густота населення становила 101 особа/км².  Було 1371 помешкання (76/км²).
Расовий склад населення:
| - 96,8 % — білих - 0,9 % — азіатів - 0,3 % — корінних американців - 0,1 % — чорних або афроамериканців - 1,0 % — осіб інших рас |

До двох чи більше рас належало 0,8 %. Частка іспаномовних становила 3,0 % від усіх жителів.
За віковим діапазоном населення розподілялося таким чином: 17,8 % — особи молодші 18 років, 69,3 % — особи у віці 18—64 років, 12,9 % — особи у віці 65 років та старші. Медіана віку мешканця становила 40,5 року. На 100 осіб жіночої статі у переписній місцевості припадало 104,1 чоловіків;  на 100 жінок у віці від 18 років та старших — 105,5 чоловіків також старших 18 років.
Середній дохід на одне домашнє господарство  становив 95 514 долари США (медіана — 64 844), а середній дохід на одну сім'ю — 115 684 долари (медіана — 95 544). За межею бідності перебувало 1,8 % осіб, у тому числі 0,0 % дітей у віці до 18 років та 0,0 % осіб у віці 65 років та старших.
Цивільне працевлаштоване населення становило 1041 осіб. Основні галузі зайнятості: мистецтво, розваги та відпочинок — 27,9 %, сільське господарство, лісництво, риболовля — 15,5 %, освіта, охорона здоров'я та соціальна допомога — 13,9 %, фінанси, страхування та нерухомість — 13,3 %.